# Canal 3
Pour les articles homonymes, voir Canal 3 (homonymie).
Canal 3 est une chaîne de télévision généraliste privée burkinabè.

## Histoire de la chaîne
La chaîne est créée  le 20 mars 2000 par le groupe Fadoul Afrique et commence à émettre le 28 décembre de la même année.

## Organisation
Son directeur général est Koen Ros, la chaîne appartient au groupe Fadoul Afrique.

## Programmes
Canal 3 diffuse 60 % de programmes burkinabè et 40 % de programmes étrangers. Elle diffuse beaucoup de clips, surtout de 7 à 19 heures, mais aussi des débats, des informations, des films (jeudi, vendredi, samedi, dimanche) et des documentaires.

### Émissions
- Le Bobodiouf : série comique narrant les aventures des habitants de la ville Bobo-Dioulasso.
- Culturama : magazine culturel bimensuel de 30 minutes consacré à la culture du Burkina Faso.
- Le Débat : émission de débat hebdomadaire de 60 minutes.

### Journalistes
- Raïssa Compaoré
- Aïssata Sankara (2006-2012)